# 祝家镇
祝家镇（1928年—2019年），男，汉族，浙江杭州人，中国法医学家，曾任中山医科大学教授、博士生导师。